# Le Supplice du santal
Le Supplice du santal est un roman de l'écrivain chinois Mo Yan. Publié en 2001, il n'a été traduit qu'en 2006 en français, aux Éditions du Seuil.

## Résumé
Dans le canton de Gaomi, Meinang, la plus belle femme du pays, voit son père, Sun Bing, se faire arrêter par son amant, le sous-préfet Qian Ding. Son mari, Petit-Jia, est appelé pour assister le bourreau Zhao Jia, son propre père et donc le beau-père de Meinang. C'est eux qui vont mettre à mort Sun Bing, selon l'ancien rite du supplice du Santal - et tout cela pour satisfaire les Européens qui construisent un chemin de fer. La suite n’est qu’une rumeur, celle des souvenirs et  de la vie en fuite. 